# Palais Schirding
 (septembre 2019).
Le palais Schirding (en tchèque, Schirdingovský palác ou Kaňkův dům) est un édifice baroque situé dans la Nouvelle Ville de Prague. Il est protégé en tant que monument culturel.  

## Histoire du palais
Son auteur est l'architecte Jan Ferdinand Hübner, qui a construit le bâtiment sur des fondations médiévales. Les travaux ont commencé en 1731 et le bâtiment était complètement terminé avant 1752. 
En 1752 la maison a été achetée par le conseil impérial Jan Antonín de Schirding qui y a fait quelques ajustements classiques. En 1838, le bâtiment fut acheté par le célèbre avocat de Prague, Jan Nepomuk Kaňka, qui le désigna plus tard à être une fondation pour les avocats pauvres de Prague et qui a fait don de sa riche collection de peintures à la galerie de photos de la Société des amis patriotes de l'art. 

Le barreau tchèque réside toujours dans le palais. La cour du palais a été reconvertie en immeubles de bureaux dans les années 1990, reconstruite en style déconstructiviste selon les plans des architectes Jiří Střítecký et Martina Krupauer.   

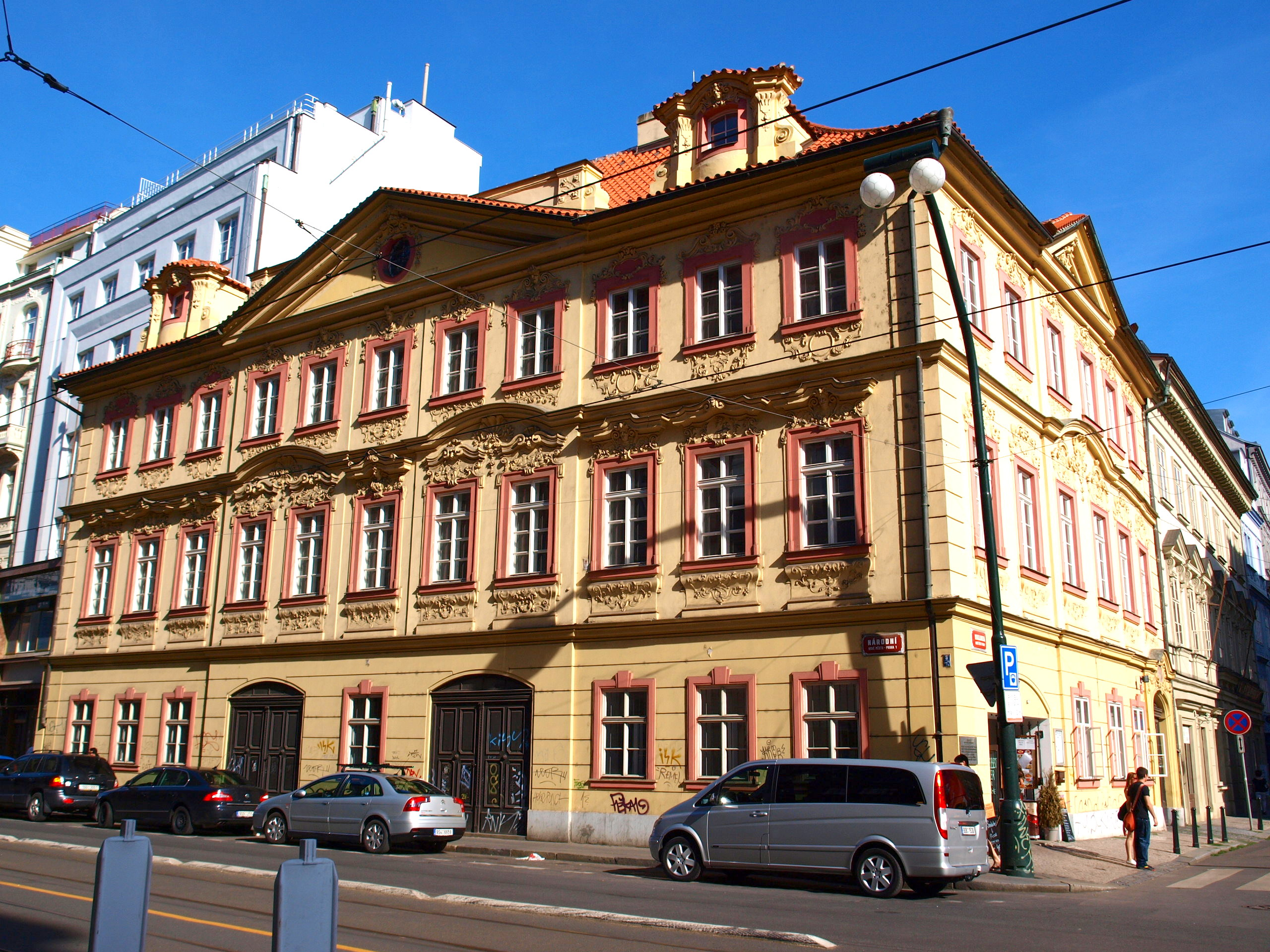
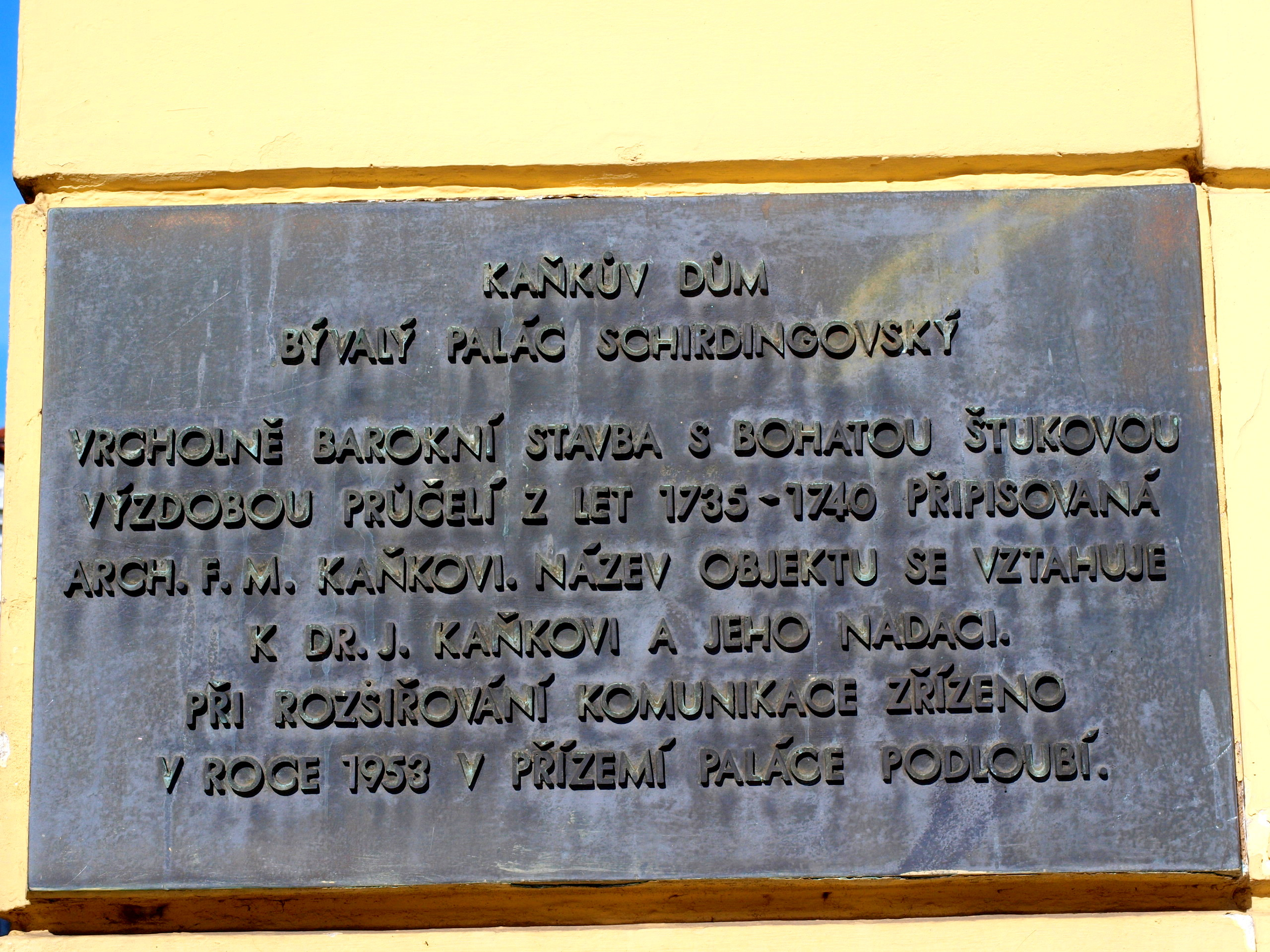
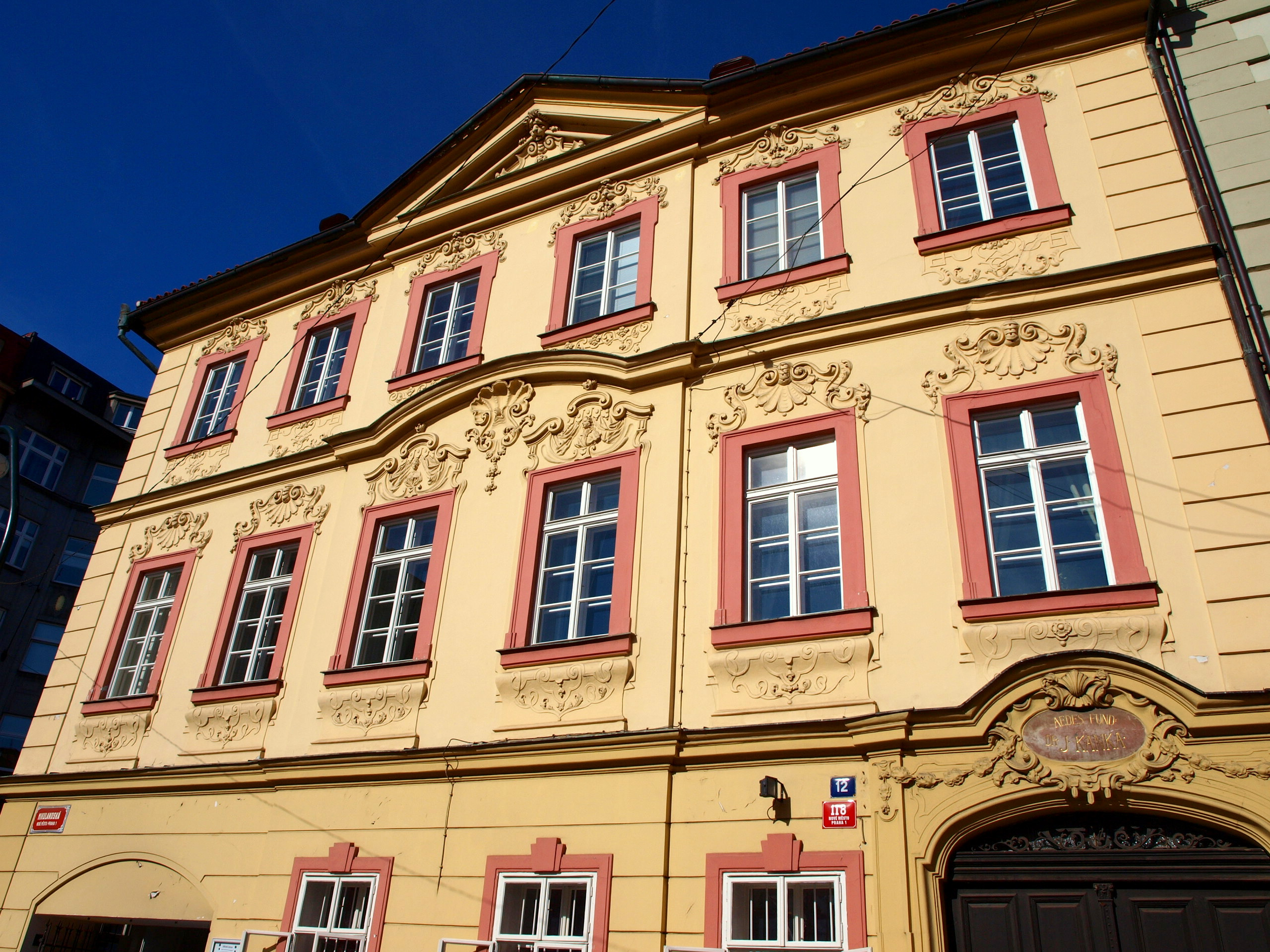
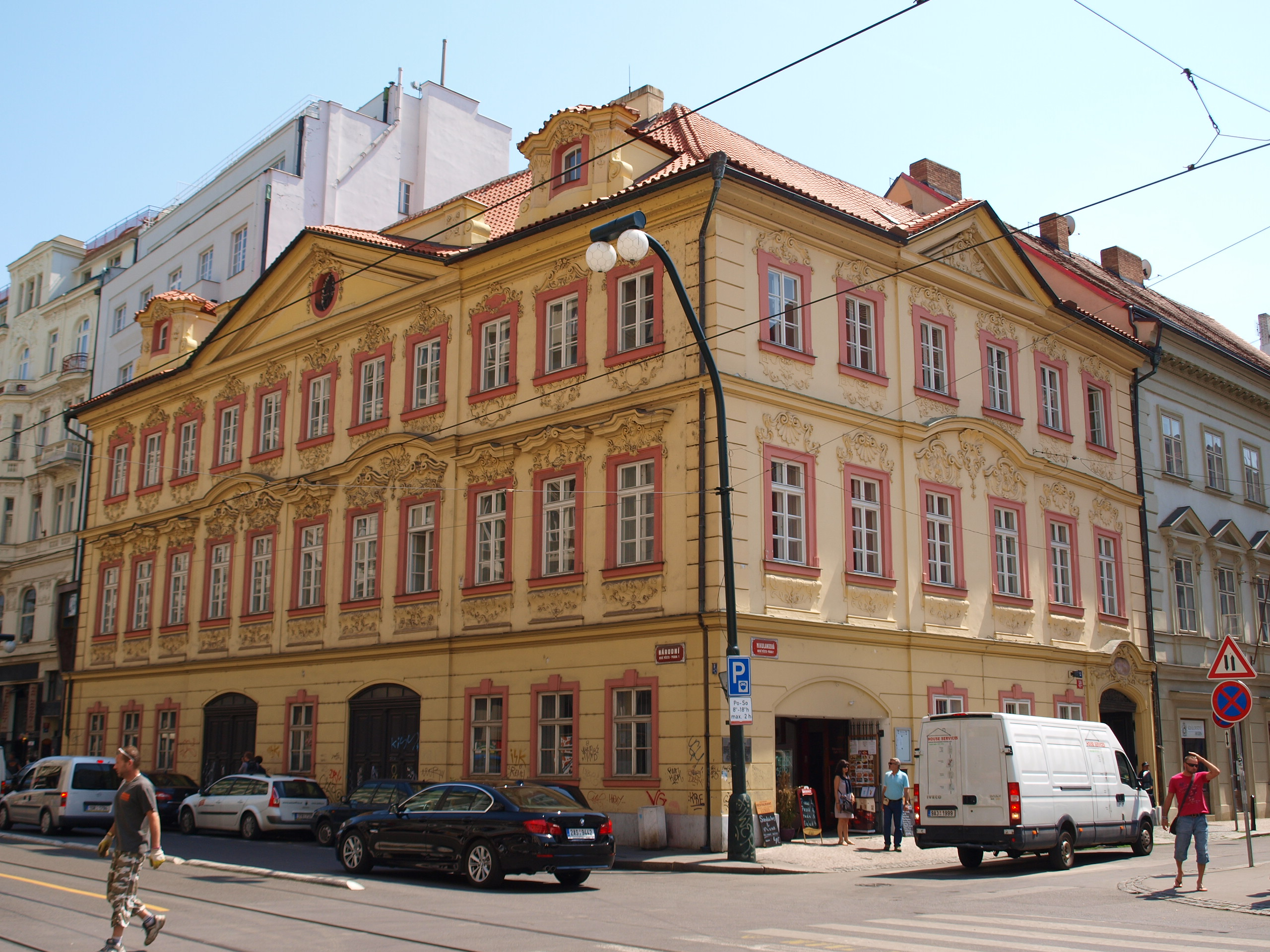